# Божедаровка (Кривой Рог)
Божедаровка — исторический район Кривого Рога, бывшее село.

## История
Основан в начале 19 века как село. На карте 1800 года местность обозначалась как Благодатная. Современное название существует с 1870-х годов. В 1869 году в Божедаровке было 10 дворов и ветряная мельница. В 1903 году было 55 дворов, где проживало 276 человек. В 1920—1930-х годах село было центром Божедаровского сельского совета, переименованного в Ново-Ивановский сельсовет. По состоянию на 1946 год село входило в состав Ново-Ивановского сельсовета Криворожского района. В черту Кривого Рога включено 25 сентября 1958 года.
Наибольшее развитие район получил в 1950—1970-х годах.

## Характеристика
Жилой массив в южной части Терновского района Кривого Рога на правом берегу реки Саксагань. На севере Божедаровка граничит с фруктовыми садами, на востоке и юге протекает река Саксагань, на юго-западе граничит с Окунёвкой и 44-м кварталом, на западе граничит с Роковатой. Рядом находятся станция Роковатая и одноимённая балка.
Площадь 95,2 га. Имеет 18 улиц на которых проживает 1800 человек.